# Une tentative d'autobiographie
Une tentative d'autobiographie (titre original en anglais : Experiment in Autobiography) est un travail autobiographique de H. G. Wells, publié en deux volumes. Sa période de rédaction s'étale de 1932 à l'été 1934.
Une tentative d'autobiographie est divisé en huit chapitres (les deux derniers ayant plus de 100 pages) divisés en un total de 56 sections. Certaines sections sont narratives, tandis que d'autres comprennent de longues digressions sur des questions philosophiques, politiques, sociologiques, ou biographiques
Dans l'introduction, Wells, qui se considère comme un « ouvrier mental » (« mental worker ») écrit : « mes pensées et mon travail sont encombrés de désirs insatisfaits et de frustrations et je n'entrevois aucun espoir de m'en libérer » (« my thoughts and work are encumbered by claims and vexations and I cannot see any hope of release from them ») ; dans la conclusion, il se décrit lui-même, comme débarrassé de cette humeur mécontente et résolu à consacrer le reste de sa vie à sa foi au service d'une révolution mondiale constructive. « En 1900, j'avais déjà compris qu'un État Mondial était inéluctable et la totale insuffisance des méthodes parlementaires actuelles d'un gouvernement démocratique ». Ainsi, la dévotion de Wells à « la grande civilisation de l'avenir » constitue le thème principal de l'ouvrage.
Wells souligne ses origines modestes et le caractère fortuit de son évasion de son milieu de naissance. Deux jambes cassées ont été déterminantes dans sa vie. En 1874, alors qu'il est âgé de sept ans, Wells se casse un tibia (aucune biographie ne précise lequel) lors d'un accident. Pendant ses semaines de convalescence, il découvre l'univers des livres. Trois ans plus tard, c'est son père qui à son tour se fracture une jambe lors d'une chute : il s'agit selon Wells d'un autre coup de chance cardinal car cet événement oblige sa mère à prendre un emploi et, en conséquence, le jeune Wells est placé en apprentissage, ce contre quoi il s'insurge. Si son père ne s’était pas cassé cette jambe, écrit-il, « il ne fait aucun doute que j'aurais suivi les traces de Frank et Freddy et continué à vivre à la maison sous l'aile de ma mère, au lieu de me rendre tous les jours au magasin, une certaine boutique de drapier où j'étais apprenti. Cela aurait semblé si naturel et nécessaire que je n'aurais pas résisté. »(« I have no doubt I should have followed in the footsteps of Frank and Freddy and gone on living at home under my mother's care, while I went daily to some shop, some draper's shop, to which I was bound apprentice. This would have seemed so natural and necessary that I should not have resisted. »).
Wells présente sa carrière d'écrivain comme le résultat d'un autre hasard : en 1887, alors qu'il enseigne à la Holt Academy de Wrexham, au Pays de Galles, il est blessé au football où l'un de ses reins subit un écrasement. Quelques semaines plus tard, il se met à cracher du sang et une tuberculose est diagnostiquée (probablement à tort). Wells doit abandonner son métier. Plus tard, de retour à Londres, une rechute spectaculaire le force, en 1893, à abandonner définitivement l'enseignement pour se consacrer à l'écriture.
Une tentative d'autobiographie décrit en détail les premières expériences sexuelles de Wells, son premier mariage avec sa cousine Isabel Mary Wells, et les débuts de son second mariage avec Amy Catherine Robbins (que Wells et d'autres appelaient "Jane"). Il omet en revanche d'aborder sa vie intime dans ses dernières années. Ses enfants ne sont mentionnés qu'en passant.
L'ouvrage contient un choix abondant de dessins humoristiques que Wells appelait « picshuas » (déformation du mot pictures, images) et qu'il réalisait presque tous les jours à l'intention sa seconde épouse.

## Réception
Une tentative d'autobiographie a été bien reçu par les amis de l'auteur, ainsi que par les critiques qui l'ont, pour beaucoup d'entre eux, considéré comme un chef-d'œuvre. Il s'est vu aussi apprécié de certaines personnalités dont il brosse le portrait, comme Franklin Delano Roosevelt. Ses ventes ont cependant été inférieures aux attentes de Wells.